# Gaz hidraulic
Gazul hidraulic este în fizică un model teoretic care se utilizează pentru studiul propagării undelor mecanice în fluide. El este un fluid fictiv pus în evidență prin analogia hidraulică. Numele modelului a fost dat în 1920 de fizicianul francez Jacques Charles Emile Jouguet (1871-1943). 
Pentru un gaz hidraulic raportul {\displaystyle \scriptstyle {\frac {c_{p}}{c_{v}}}} dintre căldurile specifice sub presiune constantă și sub volum constant este egal cu {\displaystyle \scriptstyle 2}, iar viteza de propagare a undelor sonore este dată de relația {\displaystyle \scriptstyle {\sqrt {gh}}}, unde {\displaystyle \scriptstyle g} reprezintă accelerația gravitațională și {\displaystyle \scriptstyle h} înălțimea suprafaței libere deasupra unui plan orizontal impermeabil fluidului.